# Gåstjärnen (Hotagens socken, Jämtland, 708737-141567)
Gåstjärnen är en sjö i Krokoms kommun i Jämtland och ingår i Indalsälvens huvudavrinningsområde.